# Hyphodiscosioides tambopataensis
Hyphodiscosioides tambopataensis är en svampart som beskrevs av Matsush. 1993. Hyphodiscosioides tambopataensis ingår i släktet Hyphodiscosioides, divisionen sporsäcksvampar och riket svampar.   Inga underarter finns listade i Catalogue of Life.